# داریوش فرهود
داریوش فرهود (زاده ۴ فروردین ۱۳۱۷) پژوهشگر ایرانی حوزهٔ ژنتیک، روان‌شناسی، انسان‌شناسی و پزشکی است. از او به عنوان «پدر علم ژنتیک ایران» یاد می‌شود. او عضو پیوسته فرهنگستان علوم پزشکی ایران است.
فرهود دکترای علوم طبیعی در ژنتیک انسانی و دکترای انسان‌شناسی را از دانشگاه ماینتس آلمان (۱۹۷۲) و درجه استادی در ژنتیک پزشکی را از دانشگاه مونیخ (۱۹۹۱) اخذ کرده‌است. او همچنین بنیانگذار و رئیس اولین کلینیک ژنتیک ایران (از ۱۳۵۴ تا کنون) و استاد و مدیر گروه ژنتیک انسانی دانشکده بهداشت، دانشگاه علوم پزشکی تهران (۱۳۵۲ تا ۱۳۸۲) است.

## زندگی
فرهود در سال ۱۳۱۷ در خیابان سیروس تهران به دنیا آمد. او به دلیل منتقل شدن پدرش به جنوب، دوره ابتدایی خود را در هفتگل و مسجد سلیمان خوزستان گذراند. دوره دبیرستان او نیز در مدارس رهنما، دارالفنون و البرز تهران به پایان رسید. او در سن ۱۹ سالگی برای ادامه تحصیل به آلمان رفت و در مقطع دکتری در دو رشته پزشکی، انسان‌شناسی و ژنتیک فارغ‌التحصیل شد. داریوش فرهود پس از اخذ اولین مدرک پزشکی در آلمان، تحصیلاتش را دررشته ژنتیک انسانی تا مقطع دکتری ادامه داد فرهود در سال ۱۳۵۱ به عنوان یکی از فارغ التحصیلان موفق در کشور آلمان شناخته می‌شد و همین باعث شد شهردار یکی از شهرهای آلمان از او برای تأسیس یک مجتمع درمانی دعوت کند. وی در سال ۱۳۵۱ به ایران بازگشت و اولین کرسی علم ژنتیک را در دانشگاه تهران راه اندازی کرد. او در این باره می‌گوید: "بنده اولین کسی بودم که با این تحصیلات و درجات علمی وارد کشور می‌شدم. ۳۳ سال پیش ژنتیک درکشور ما چنین گسترده و شناخته شده نبود. تنها در همین حد بود که بدانند ترکیب یک گاو سفید با گاو سیاه، نتیجه اش گاو ابلق است!"

### هم دوره‌ای‌ها و همکاران
داریوش فرهود با چهره‌های نامدار و توانمندی در عرصه پزشکی همچون رحمان زاده، سروستانی، مجید سمیعی، فنایی، بروستانی و تسینکرناگل (برنده جایزه نوبل) هم دوره و دوست بوده‌است.

## فعالیت‌ها
- بنیانگذار و مدیر اولین گروه ژنتیک انسانی در ایران (۱۳۵۱ تاکنون)
- کارشناس رسمی ژنتیک انسانی سازمان جهانی بهداشت (۱۳۵۵ تاکنون)
- عضو کمیته «اخلاق در ژنتیک پزشکی» سازمان جهانی بهداشت (۱۳۷۳–۱۳۸۰)[۱۲]
- عضو کمیته ملی اخلاق زیستی کمیسیون یونسکو در ایران (۱۳۸۲ تاکنون)
- کشف و گزارش گونه جدیدی از ترانسفرین انسان" (۱۳۶۷)
- کشف و گزارش یک بیماری جدید ژنتیکی به نام "مولتی پلسینوستوزیس شدید" در یک دودمان بزرگ ایرانی (۱۳۷۸)

داریوش فرهود همچنین در بیش از دویست کلاس درس در دوره‌های کارشناسی، کارشناسی ارشد و دکتری تخصصی تدریس کرده و بیش از بیست هزار دانشجوی رشته‌های مختلف پزشکی و علوم زیستی را تعلیم داده‌است.
مراسم تکریمی توسط دفتر تکریم و الگوسازی از نخبگان بنیاد ملی نخبگان در سال ۱۳۹۷ با حضور جمعی از اساتید برجسته کشور، روسای دانشگاه‌ها، دانشجویان و مستعدین برتر برای فرهود برگزار شد.

## نظرات و دیدگاه‌ها
داریوش فرهود معتقد است: «آنها که همیشه پا روی جای پای دیگران می‌گذارند، هرگز جای پایی از خود نخواهند گذاشت.»
همچنین او معتقد است «مرکز تربیت ژن استعدادهای درخشان و تحویل مجانی به سایر کشورها شده‌ایم»

### هشدار در خصوص اهمیت غربالگری جنین
پیرو انتشار بر خی اخبار از حذف غربالگری جنین در قانون «جوان سازی جمعیت و حمایت از خانواده» داریوش فرهود آن را دستورالعملی «غیرانسانی» خواند.

## مفقودی
در ۸ آبان ۱۴۰۱ و در جریان خیزش ۱۴۰۱ ایران، اخباری از مفقود شدن و عدم حضور داریوش فرهود در محل کارش منتشر شد. پس از یک روز بی‌خبری، او در ۹ آبان در مصاحبه با خبرگزاری ایسنا، با اعلام خبر سلامتی خود گفت که «روز یکشنبه، ۸ آبان‌ماه ساعت ۵:۵۵، در حال خروج از خانه بودم. دو نفر که لباس مشکی بر تن داشتند، بسیار گرم با من سلام و علیک کردند و سوار خودروی من شدند. سپس من را به مکانی بردند و سوار خودرو دیگری کردند. حدود ۲۶ ساعت در خدمتشان بودم. آن‌ها با احترام بسیار سؤال و جواب کردند. آنها می‌خواستند بدانند که آیا با کسی در ارتباط هستم یا ایرادهایی که مطرح می‌کنم، ایراد معلمی است. شاید تصور می‌کردند که از جایی الهام گرفته‌ام. آنها متوجه موضوع شدند و ناهار مفصلی مهیا کردند اما من نخوردم. من سرباز وطن هستم و در سلامت کامل به‌ سر می‌برم.»
با این حال مقامات امنیتی جمهوری اسلامی مسئولیت دستگیری او را نپذیرفتند. رئیس پلیس آگاهی تهران بزرگ اعلام کرد ادعا دستگیری داریوش فرهود توسط نیروهای امنیتی صحت ندارد و ماجرا مربوط به آدم‌ربایی و اخاذی ۸ میلیاردی بوده که این افراد توسط پلیس آگاهی دستگیر شده‌اند. یک مقام امنیتی نیز در مصاحبه با خبرگزاری ایسنا اعلام کرد «هیچ‌کدام از نهادهای امنیتی در روزهای اخیر داریوش فرهود را دستگیر نکردند و موضوع دستگیری ایشان صحت ندارد.»